# محمد حاتا
محمد حاتا (بالإندونيسية: Mohammad Hatta)‏ (1320 - 1401 هـ / 1902 - 1980 م) سياسي أندونيسي شغل منصب النائب الأول لرئيس الدولة، حارب مع عدد من الإندونيسيين بمن فيهم الرئيس الأول لإندونيسيا أحمد سوكارنو من أجل استقلال إندونيسيا عن الهولنديين. ولد حتا في فورت دي كوك في جزر الهند الشرقية الهولندية (تسمى اليوم بوكيتنغي في إندونيسيا). بعد أن أنهى تعليمه المبكر، درس في المدارس الهولندية في جزر الهند الشرقية الهولندية ودرس في هولندا من عام 1921 حتى عام 1932.

## روابط خارجية
- محمد حاتا على موقع الموسوعة البريطانية (الإنجليزية)
- محمد حاتا على موقع مونزينجر (الألمانية)